# Mikołaj z Krakowa
Mikołaj z Krakowa (1. połowa XVI wieku) – polski organista i kompozytor; monogramista N.C. lub Nicolai Crac. (Nicolaus Cracoviensis).
Tworzył w Krakowie, z którego prawdopodobnie pochodził. Autor utworów organowych, kościelnych i świeckich (tańce, zgodnie z ówczesną praktyką przeznaczone do wykonania na wszystkich instrumentach klawiszowych bez dokładnego ich określenia) oraz prawdopodobnie utworów wokalno-instrumentalnych. W stylu zbliżony do Josquina des Prés. Większa część pozostałych po nim kompozycji znajduje się w Tabulaturze organowej (1537-48) Jana z Lublina oraz Tabulaturze z klasztoru Świętego Ducha w Krakowie (tzw. Tabulatura Krakowska z ok. 1548 r.).

## Twórczość
- części mszalne
- antyfony
- pieśni łacińskie
- pieśni polskie (Nasz zbawiciel, Wesel się polska korona)
- tańce organowe
- preludia (preambula) na organy
- opracowania (intawolacje) świeckich utworów wokalnych (m.in. Aleć nade mną Wenus, Szewczyk idzie po ulicy, Zakłułam się tarniem)